# Серпоквітка щитоподібна
Серпоквітка щитоподібна (Harpanthus scutatus) — вид печіночників родини землекелихових (Geocalycaceae).

## Поширення
Батьківщиною є Європа (у т. ч. Шпіцберген), Азія, Північна Америка.
Вид живе в районах із великою кількістю опадів у передгірних і гірських висотах у низьких вапняних, бідних основами та кислих місцях, від вологих до свіжих і тінистих.

## Характеристика
Harpanthus scutatus утворює світло-жовто-зелені, іноді злегка червонуваті, переважно менші галявинки чи спорадично росте серед інших мохів. Сланкі або висхідні, слабо або рясно розгалужені рослини мають довжину від 0,5 до 2 сантиметрів і ширину до 1,3 міліметра. Листки від широко-яйцюватих до подовжено-яйцюватих, які криво ростуть на стеблі та злегка звисають, зазвичай спрямовані в одну сторону вгору. Кінчик листа розділений на дві загострені частки округлим розрізом глибиною приблизно від п’ятої до третини довжини листа. Нижні листки дещо зрощені з сусідніми бічними листками з одного боку. Основа листа серпоподібно виступає зі стебла, а кінчик листа загнутий до стебла. Клітини листя мають тонкі стінки і мають розмір від 20 до 30 мікрометрів у центрі листка. У кожній клітині є приблизно від 3 до 12 масляних тілець круглої або веретеноподібної форми. Статевий розподіл дводомний. Спорогони і виводкові тіла зустрічаються рідко.